# Джангамахи
Джангамахи (дарг. Жангамахьи) — село в Левашинском районе Дагестана. Административный центр Джангамахинского сельсовета.

## Этимология
На даргинском языке Жжанга означает «солонец, солончак», а махьи — «хутор, отсёлок».

## География
Село находится на расстоянии 5 км к северо-востоку от села Леваши, административного центра района.

## Население
| 1888 | 1895  | 1926 | 1939 | 1970 | 1989 | 2002 |
| ---- | ----- | ---- | ---- | ---- | ---- | ---- |
| 783  | ↘252  | ↗301 | ↗444 | ↘284 | ↘271 | ↗492 |
| 2010 | 2021  |      |      |      |      |      |
| ↗698 | ↗1143 |      |      |      |      |      |

## Известные уроженцы
- Амиров, Саид Джапарович (род. 1954) — российский политический деятель.